# Augusto Boal
Augusto Boal (ur. 16 marca 1931 w Rio de Janeiro, zm. 2 maja 2009 tamże) – brazylijski reżyser, dramatopisarz, działacz teatralny, pedagog, twórca idei Teatru forum, profesor New York University, Harvard University i Universite de la Sorbonne-Nouvelle, w 2008 roku nominowany do Nagrody Nobla.  

## Życiorys
W latach 1956-1971 kierował Teatro de Arena w São Paulo, gdzie wystawiał głównie sztuki brazylijskich pisarzy o aktualnej i publicystycznej tematyce. Ze swoim teatrem prowadził działalność objazdową, stworzył cykl inscenizacji: Arena conta Zumbi, Arena contra Tiranes, Arena contra Bolivar. W okresie rządów junty wojskowej został uwięziony i był torturowany, a w 1971 zmuszony do emigracji - pracował potem w Peru, Wenezueli, Meksyku i Argentynie, gdzie zajmował się teatrem ludowym. W latach 1978–1986 mieszkał w Paryżu, gdzie był dyrektorem zespołu teatralnego Grupe Boal. W 1986, w okresie rządów José Sarney'a, wrócił do Brazylii i został dyrektorem Teatro do Oprimido, w którym kontynuował eksperymenty teatralne; opis tych eksperymentów zawarł w dziełach Teatro do Oprimido (1974) i Técnicas latinoamericanas de teatro popular (1975) (zob. Teatr forum).

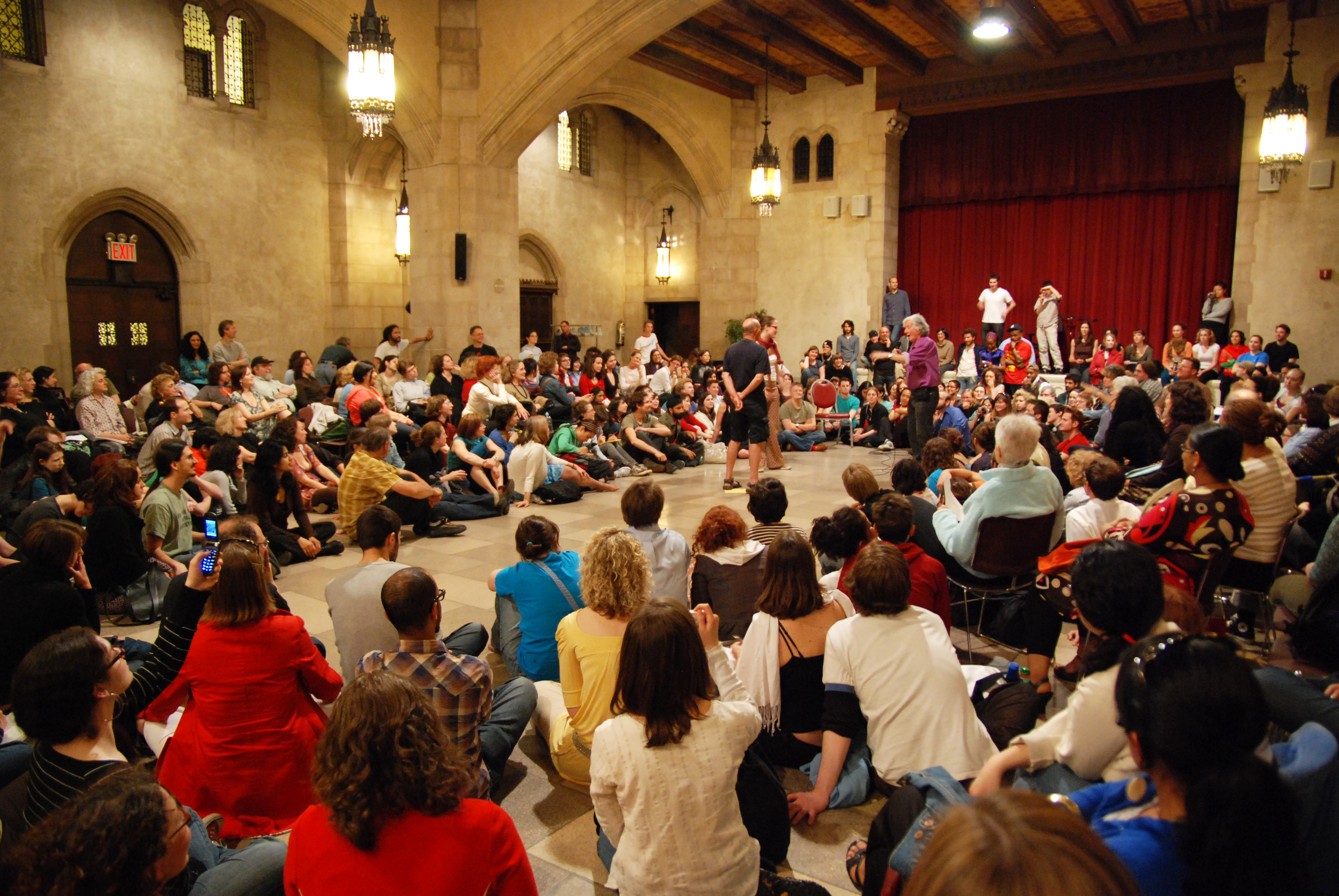
Augusto Boal prowadzi Teatro do Oprimido w Riverside Church (Nowy Jork, maj 2008)